# Diaphania nitidalis
Diaphania nitidalis là một côn trùng gây hại nông nghiệp thuộc họ Pyralidae. Nó là loài gây hại cho bầu nhưng cũng gây hại cho Cucurbitaceae như dưa chuột và dưa hấu. Nó sinh sống ở khu vực nhiệt đới và cận nhiệt đới.